# Jaune Quick-to-See Smith
Pour les articles homonymes, voir Smith.
Jaune Quick-to-See Smith, née à Saint Ignatius le 15 janvier 1940 et morte à Corrales le 24 janvier 2025, est une artiste visuelle et une conservatrice de musée amérindienne. Membre des tribus confédérées Salish et Kootenai, elle est d'origine métisse et shoshone.
Elle est aussi éducatrice en art, défenseure de l'art et activiste politique. Elle a été prolifique au cours de sa longue carrière, et son travail s'inspire d'une vision du monde autochtone et commente l'identité amérindienne, les histoires d'oppression et les questions environnementales.
Au milieu des années 1970, Smith s'est faite connaître en tant que peintre et graveuse, puis elle a fait évoluer son style et sa technique vers le collage, le dessin et les techniques mixtes. Ses œuvres ont été largement exposées et nombre d'entre elles figurent dans les collections permanentes d'importants musées d'art, ainsi qu'au Nouveau-Mexique, dans un paysage qui a continuellement été l'une de ses plus grandes sources d'inspiration.
Smith soutient activement la communauté artistique autochtone (en) en organisant des expositions et des collaborations de projets, et elle a également participé à des commandes nationales d'œuvres publiques. Elle vit dans le village de Corrales (Nouveau-Mexique) près du Rio Grande, avec sa famille.

## Biographie

### Jeunesse
Jaune Quick-to-See Smith naît le 15 janvier 1940 dans la mission de Saint Ignatius (en), à Saint Ignatius (dans le Montana), dans la réserve indienne des Têtes-Plates, qui fait partie de la Confédération Salish et Kootenai de la Nation Flathead. Elle est d'origine métisse et shoshone. Son prénom, Jaune, correspond à la couleur en français, ce qui indique son ascendance franco-crie. Son nom indien, Quick-to-See (littéralement « qui voit vite »), lui a été donné par sa grand-mère Shoshone en signe de sa capacité à saisir les choses rapidement,.
Enfant, Smith a une vie itinérante. Son père, un parent isolé qui fait du commerce de chevaux et participait à des rodéos, se déplace fréquemment entre plusieurs réserves en tant que marchand de chevaux,. Par conséquent, elle grandit dans divers endroits de la côte Nord-Ouest des États-Unis et de la Californie. Vivant dans la pauvreté, Smith travaille aux côtés de travailleurs migrants dans une communauté agricole de Seattle entre l'âge de huit et quinze ans, lorsque l'école n'est pas en session.
Cependant, Smith sait très tôt qu'elle souhaite devenir une artiste : elle acquiert cette conviction après avoir visionné un film sur le peintre français Henri de Toulouse-Lautrec. Déjà très portée sur le dessin, elle se rappelle la première fois qu'elle a rencontré des peintures à la détrempe et des crayons de couleur, en première année de primaire :

« J'aimais leur odeur. C'était un vrai réveil. J'ai fait une peinture d'enfants dansant autour du Mont Rainier. Mon professeur en a été ravi. Puis, à l'approche de la Saint-Valentin, j'ai peint des cœurs rouges sur tout le ciel. [...] Je considère cela comme ma première peinture abstraite. »

### Formation artistique
En 1960, Smith commence sa formation artistique formelle dans l'État de Washington : elle obtient un diplôme en arts à l'Olympic College (en) de Bremerton puis suit des cours à l'Université de Washington à Seattle. Sa formation est toutefois interrompue à plusieurs reprises parce qu'elle doit subvenir à ses besoins en occupant divers emplois : serveuse, enseignante du programme Head Start, ouvrière d'usine, domestique, bibliothécaire, concierge, assistante vétérinaire et secrétaire,. En 1976, elle obtient une licence en éducation artistique à l'université d'État de Framingham, dans le Massachusetts, puis s'installe à Albuquerque, au Nouveau-Mexique, pour entamer des études supérieures à l'université du Nouveau-Mexique (UNM). Elle est d'abord attirée par le programme complet d'études amérindiennes (en) de l'université, mais après s'être inscrite trois fois et avoir été systématiquement refusée, elle décide de continuer à suivre des cours et à faire de l'art. Après une exposition à la Kornblee Gallery de New York et sa critique dans Art in America, elle est finalement acceptée au département des beaux-arts de l'UNM où elle obtient en 1980 un Master in Arts. Cette formation en arts libéraux l'initie formellement aux études sur les arts classiques et contemporains, en se concentrant sur les pratiques artistiques européennes et américaines à travers les millénaires, ce qui lui a servi de point d'accès le plus influent au monde de l'art global contemporain. Elle fonde à l'université le groupe Grey Canyon d'artistes amérindiens contemporains.
À partir de son enfance et de son éducation artistique formelle, Smith négocie activement les sociétés autochtones et non autochtones en naviguant, en fusionnant et en s'inspirant de diverses cultures. Elle produit des œuvres d'art qui « suivent le parcours de [sa] vie en passant par des projets d'art public, des collaborations, la gravure, les voyages, la conservation, les conférences et les activités tribales ». Ce travail sert de mode de communication visuelle, qu'elle compose de manière créative et consciente en couches pour combler les fossés entre ces deux mondes et pour éduquer sur les questions sociales, politiques et environnementales existant plus profondément que la surface.

### Carrière
Smith crée des peintures et des lithographies abstraites complexes depuis les années 1970. Elle utilise une grande variété de médias, travaillant la peinture, la gravure et des pièces mixtes richement texturées. Des images et des éléments de collage tels que des slogans commerciaux, des cartes, des pétroglyphes ressemblant à des signes, des dessins bruts, ainsi que l'inclusion et la superposition de textes, sont inhabituellement entrecroisés dans une vision complexe créée à partir de l'expérience personnelle de l'artiste,.
Smith fait en effet partie de la nouvelle génération d'artistes amérindiens qui contribuent à redéfinir la relation de leur culture avec la vie américaine contemporaine et son passé problématique,. Ses œuvres ont des discours sociopolitiques forts, provocants et insistants qui traitent de l'appropriation et de l'abus culturels passés et présents, tout en identifiant l'importance continue des peuples amérindiens,. Elle aborde avec humour les politiques tribales, les droits de l'homme et les questions environnementales d'aujourd'hui. Smith est connue internationalement pour son travail philosophiquement centré sur ses fortes croyances culturelles et son activisme politique.
Parmi les œuvres d'art public réalisées en collaboration par Smith, citons le sol en terrazzo du grand hall de l'aéroport international de Denver, une sculpture in situ dans les jardins Yerba Buena (en) de San Francisco et un sentier historique d'un kilomètre de long sur le trottoir de West Seattle. Jaune Quick-to-See Smith a aussi travaillé à plusieurs reprises au Tamarind Institute, collaborant avec une gamme d'imprimeurs sur une période de quarante ans.

#### Débuts
Au début de sa carrière, les paysages peints ou gravés de Smith contiennent systématiquement un portrait de son cheval Cheyenne montré avec des tipis, des outils, de la poterie et d'autres artefacts indiens : elle reflète un environnement domestique où l'art et les chevaux ont la même importance.
Elle incorpore petit à petit des éléments de collage dans ses peintures et estampes, ajoutant des morceaux de calicot et de mousseline et de treillis métallique sur lesquels elle pose l'encre dans un deuxième temps. Les surfaces acquièrent ainsi une texture et une topographie qui rappellent les paysages qui lui sont familiers et qu'elle représente.

#### Années 1980
Le travail initial de maturité de Smith consiste en des paysages abstraits, commencés dans les années 1970 et poursuivis dans les années 1980. Ses paysages comportent souvent un symbolisme pictographique et sont considérés comme une forme d'autoportrait ; Gregory Galligan explique dans Arts Magazine en 1986 que « chacune de ces œuvres distille des décennies de mémoire personnelle, de conscience collective et de conscience historique en une synthèse picturale convaincante ». Les paysages font souvent appel à des représentations de chevaux, de tipis, d'humains, d'antilopes, etc.
Ces peintures traitent de l'aliénation de l'Amérindien dans la culture moderne, en agissant en même temps comme une somme du passé et de quelque chose de tout à fait nouveau, en commençant à saturer son œuvre du style des expressionnistes abstraits. Elle y parvient en commençant à saturer son travail du style des expressionnistes abstraits. Smith explique : « Je regarde la ligne, la forme, la couleur, la texture, etc., dans l'art contemporain, mais je regarde aussi de la même manière les vieux objets indiens. J'établis ainsi des parallèles entre l'ancien monde et l'art contemporain. Un tambour Hunkpapa devient une peinture de Rothko ; les symboles d'un livre de comptes deviennent du Cy Twombly ; un sac Naskaspi est du Paul Klee ; une robe Blackfoot, Agnes Martin ; la couleur du perlage est Josef Albers ; une parfleche est Frank Stella ; le design est l'espace positif et négatif de Vasarely. »

#### Années 1990
Dans les années 1990, Smith commence sa série I See Red, qu'elle poursuit par intermittence jusqu'à ce jour. Les peintures de cette série ont été exposées pour la première fois à la Bernice Steinbaum Gallery en 1992, en conjonction avec les protestations concernant le quincentenaire de la Colombie. Comme le décrit Erin Valentino dans Third Text en 1997, « les peintures de cette série utilisent de nombreux types d'images provenant d'une abondance de sources et dans une variété d'associations : cultures élevées, de masse, de consommation, populaires, nationales, courantes et vernaculaires, imagerie d'avant-garde (moderniste) et imagerie dite indienne sous forme d'objets trouvés, de photographies, d'illustrations scientifiques, d'échantillons de tissus, d'autocollants de pare-chocs, de cartes, d'images de bandes dessinées, de publicités, de coupures de journaux et de citations visuelles de son propre travail, pour n'en citer que quelques-unes. » Elle y juxtapose la marchandisation stéréotypée des cultures amérindiennes avec des rappels visuels de l'héritage de leurs colonisateurs. Le style de ces peintures, avec leurs collages, leurs couches et leurs environnements brumeux, rappelle celui de Robert Rauschenberg et de Jasper Johns, et leur sujet celui d'Andy Warhol.

#### Depuis les années 2000
Smith aborde tout au long de son œuvre la question du respect de la nature, des animaux et du genre humain. Son intérêt pour ces sujets réside dans son exploration des circonstances socioculturelles défavorables créées pour les Amérindiens par le gouvernement ; ce terme générique fait référence à la santé, à la souveraineté et aux droits des Amérindiens. Elle est en mesure de mettre ses études en pratique en évitant les fournitures artistiques toxiques et en réduisant au minimum l'espace de stockage excessif des œuvres d'art.
Aujourd'hui, les peintures de Smith contiennent toujours des signifiants culturels contemporains et des éléments collés. Les références au Lone Ranger, à Tonto, à Blanche-Neige, à Altoids, à Krispy Kreme, à Fritos, etc. servent toutes à critiquer le consumérisme effréné de la culture américaine et la façon dont cette culture profite de l'exploitation des cultures amérindiennes. Elle utilise l'humour de manière caricaturale pour déplorer la corruption de la nature et se moquer de la superficialité de la culture contemporaine.

##### War is Heck(2002)
En 2002, Jaune Quick-to-See Smith crée une œuvre d'art unique intitulée War is Heck. Smith aborde avec force la façon dont son peuple a été traité dans le passé. C'est une lithographie qui détaille les expériences interculturelles de Smith ; elle ajoute des détails tels que l'art amérindien, européen et américain. Smith utilise un cheval pour se représenter elle-même, et en faisant cela, elle s'attache à son œuvre d'art. Smith fait référence aux Américains en utilisant le drapeau américain et elle utilise le buffle pour représenter les Amérindiens qui ont vécu ici avant tout le monde. Elle inclut également El Soldado (le soldat) avec des ailes qui semble monter le cheval. À première vue, le rouge et le bleu semblent représenter les États-Unis d'Amérique, mais si l'on regarde de plus près, en haut de la page, sous le bleu, il est écrit « paix ». La couleur rouge pourrait être une représentation de toutes les vies qui ont été perdues. Cette peinture a de nombreux attributs concernant les gens qui parcouraient autrefois la terre et ceux qui sont venus la prendre.

##### Nomad Art Manifeso
En tant qu'écologiste active — elle est notamment membre de Greenpeace —, Smith critique souvent la pollution créée par la création artistique, comme les matériaux toxiques, l'espace de stockage excessif et l'expédition intensive. Le Nomad Art Manifesto, conçu sur la base de l'esthétique des Parfleches (en), se compose de carrés portant des messages sur l'environnement et la vie indienne, entièrement réalisés à partir de matériaux biodégradables.
Le Nomat Art Manifesto :
- Nomad Art is made with biodegradable materials (« l'art nomade est fabriqué à partir de matériaux biodégradables »)
- Nomad Art can be recycled (« l'art nomade peut être recyclé »)
- Nomad Art can be folded and sent as a small parcel (« l'art nomade peut être plié et envoyé comme un petit colis »)
- Nomad Art can be stored on a bookshelf, which saves space (« l'art nomade peut être rangé sur une étagère, ce qui permet de gagner de l'espace »)
- Nomad Art does not need to be framed (« l'art nomade n'a pas besoin d'être encadré »)
- Nomad Art is convenient for countries which may be disbanding or reforming (« l'art nomade est pratique pour les pays qui peuvent se dissoudre ou se reformer »)
- Nomad Art is for the new diaspora age. (« l'art nomade est destiné à la nouvelle ère de la diaspora »)

### Dernières années
Jaune Quick-to-See Smith meurt à Corrales dans le Nouveau-Mexique le 24 janvier 2025, à l'âge de 85 ans.

## Conservation

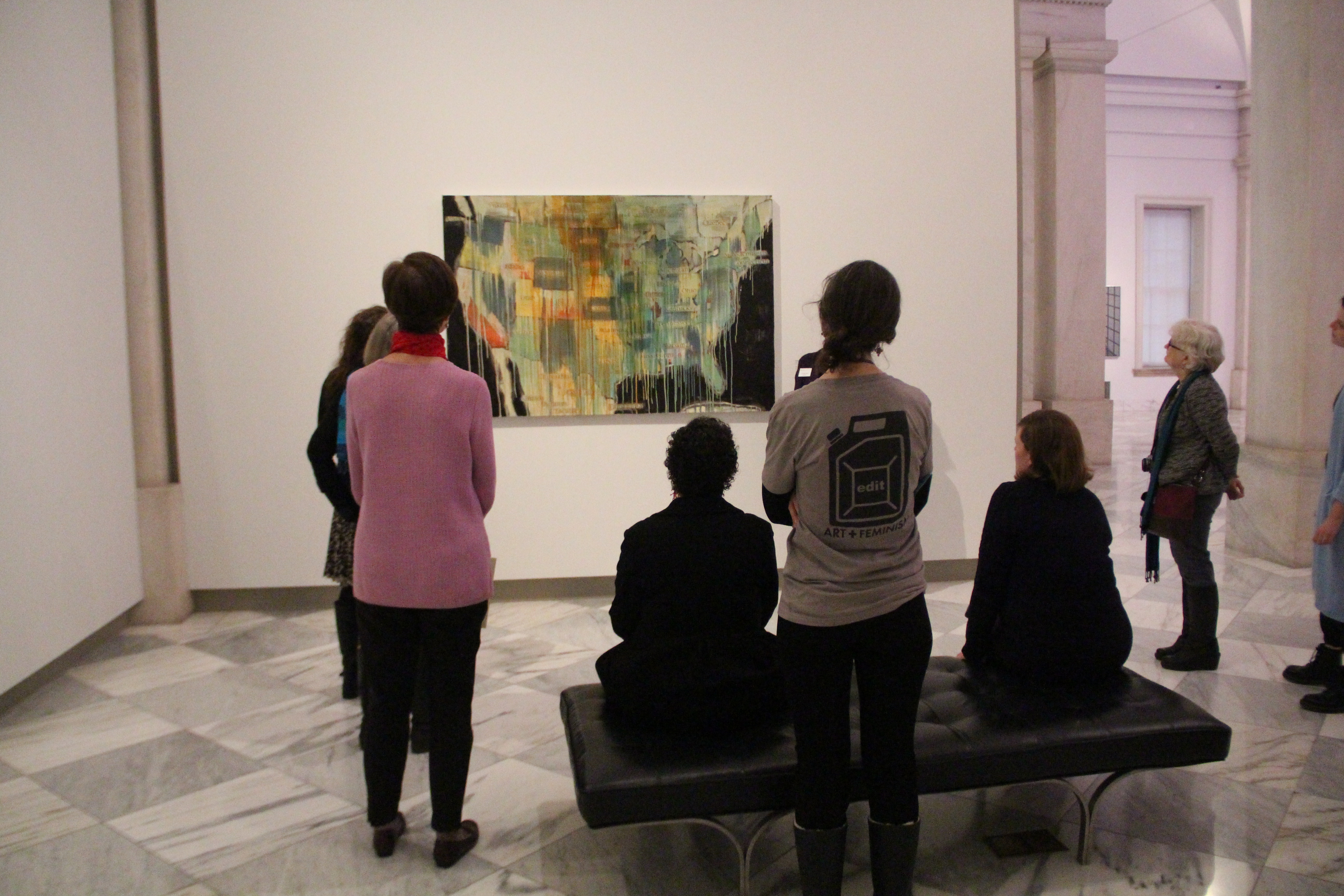
L'œuvre State Names observée lors de l'edit-a-thon Art+Feminism au Smithsonian American Art Museum, en 2018.

Les œuvres de Jaune Quick-to-See Smith ont été largement exposées et nombre d'entre elles figurent dans les collections permanentes d'éminents musées d'art, notamment le Museum of Modern Art, le Whitney Museum of American Art,, le Metropolitan Museum of Art, le Walker Art Center, le New Britain Museum of American Art ainsi que le Smithsonian American Art Museum et le National Museum of Women in the Arts.
Ses œuvres ont également été collectionnées par le New Mexico Museum of Art et l'Albuquerque Museum of Art and History (en), tous deux situés, au Nouveau-Mexique, dans un paysage qui a continuellement été l'une de ses plus grandes sources d'inspiration.
En 2020, la National Gallery of Art a annoncé qu'elle avait acheté son tableau I See Red : Target (1992), qui devient ainsi la première peinture sur toile d'un artiste amérindien dans la galerie.
Œuvres notables :
- Nirada #16 (1982), Musée des Beaux-Arts de San Francisco[32]
- The Courthouse Steps (1986), Albuquerque Museum of Art and History (en), Albuquerque[33]
- August Encampment (1989-1999), Metropolitan Museum of Art, New York[34]
- Salish Spring (Montana Memories Series) (1988-1989), Musée d'Art de Missoula, Missoula[35]
- Tamarack (1989), Birmingham Museum of Art, Birmingham (Alabama)[36]
- Sources of Strength (1990), Minneapolis Institute of Art[37]
- I See Red: Herd (1992), Detroit Institute of Arts[38]
- I See Red: Salmon Recovery? (1992), Fralin Museum of Art (en), Charlottesville[39]
- I See Red: Target (1992), National Gallery of Art, Washington, D.C.[40]
- Mischief, Indian Land Series (1992), Crystal Bridges Museum of American Art, Bentonville[41]
- The Red Mean: Self Portrait (1992), Smith College Museum of Art, Northampton (Massachusetts)[42]
- Trade (Gifts for Trading Land with White People) (1992), Chrysler Museum of Art, Norfolk (Virginie)[43]
- Fish For a Lifetime (1993-1994), Museum of Modern Art, New York[44]
- The Vanishing American (1994), Whitney Museum of American Art, New York[45]
- Genesis (1995), High Museum of Art, Atlanta[46]
- I See Red: Migration (1995), Musée d'Art de Saint-Louis[47]
- All American (1996), Chazen Museum of Art, Madison (Wisconsin)[48]
- I See Red: Flathead Vest (1996), Colby College Museum of Art (en), Waterville (Maine)[49]
- Famous Names (1998), Memorial Art Gallery, Rochester (New York)[50]
- Target: The Wild West (1999), Autry Museum of the American West, Los Angeles[51]
- Browning of America (Map) (2000), Crocker Art Museum, Sacramento[52]
- Echo Map I (2000), Musée d'Art de Baltimore[53]
- State Names (2000), Smithsonian American Art Museum, Washington, D.C.[54]
- Tribal Map (2000), Musée des Beaux-Arts de Boston[55]
- Tribal Map (2000-2001), Walter E. Washington Convention Center (en), Washington, D.C.[56]
- The Rancher (2002), Hood Museum of Art, Hanover (New Hampshire)[57]
- Song and Dance (2003), Musée d'Art de Missoula, Missoula[58]
- What is an American? (2003), Detroit Institute of Arts[59] ; Minneapolis Institute of Art[60] ; Spencer Museum of Art, Lawrence (Kansas)[61] et Victoria and Albert Museum, Londres[62]
- Trade Canoe for Don Quixote (2004), Musée d'Art de Denver[63]
- Who Leads? Who Follows? (2004), Albuquerque Museum, New Mexico[64]
- Trade Canoe: Adrift (2015), National Museum of the American Indian, Washington, D.C.[65]
- Adios Map (2021), National Gallery of Art, Washington, D.C.[66]

## Prix et reconnaissance
Tout au long de sa carrière, Jaune Quick-to-See Smith a été remarquée pour son travail d'artiste, d'éducatrice, de défenseuse de l'art et de militante politique, et elle a reçu de multiples distinctions, prix et bourses.
Smith a reçu plusieurs diplômes honorifiques. Il s'agit notamment de doctorats en art décernés par le Minneapolis College of Art and Design en 1992, la Pennsylvania Academy of the Fine Arts en 1998, le Massachusetts College of Art and Design en 2003 et l'université du Nouveau-Mexique en 2008, ; d'un poste de professeur d'art par l'Université Washington de Saint-Louis en 1989 et d'un diplôme en études amérindiennes (en) par le Salish Kootanai College de Pablo (en) en 2015.
Parmi les prix récompensant l'ensemble de sa carrière, elle a reçu le Women's Caucus for Art in the Visual Arts en 1997, le College Art Association (en) Committee on Women in the Arts Award en 2002 et le Woodson Foundation Award en 2015. Elle a également été intronisée à l'Académie américaine des beaux-arts en 2011. D'autres récompenses notables au fil des ans ont été le prix Wallace Stegner pour l'art de l'Ouest américain en 1995, le prix de la fondation Joan Mitchell en 1996 pour archiver son travail par le biais de la bourse Painters Grant, la bourse du Eiteljorg Museum of American Indians and Western Art (en) dans son année inaugurale de 1999, le prix ArtTable en 2011, le Visionary Woman Award du Moore College of Art and Design en 2011, le Switzer Distinguished Artist Award en 2012, et une bourse United States Artists en 2020.
Son État d'adoption, le Nouveau-Mexique, a également salué sa contribution aux arts et à la communauté locale par des éloges et une reconnaissance continue au fil des décennies. Cela a commencé tôt dans sa résidence dans l'État (avec sa première distinction professionnelle) lorsqu'elle a été désignée comme l'une des « 80 femmes professionnelles à suivre dans les années 1980 » par le New Mexico Women's Political Caucus pour son engagement civique local en 1979. Les distinctions suivantes lui ont été attribuées : SITE Santa Fe (en) fellowship award en 1995 ; le prix de la Femme exceptionnelle du gouverneur du Nouveau-Mexique et le prix du gouverneur du Nouveau-Mexique pour l'excellence dans les arts (Allan Houser Memorial Award), tous deux en 2005 ; le prix Living Artist of Distinction décerné par le Georgia O'Keeffe Museum en 2012, ; le doctorat susmentionné de l'Université du Nouveau-Mexique (Albuquerque) et le prix de la Woodson Foundation à Santa Fe. Smith a également été admise au New Mexico Women's Hall of Fame en 2014. En 2019, elle reçoit le prix Murray Reich Distinguished Artist de la New York Foundation for the Arts (en).
En 2021, le Smithsonian American Art Museum sort Drawn to Art : Ten Tales of Inspiring Women Artists, une bande dessinée en ligne illustrant l'histoire de femmes artistes visionnaires qui brisent les règles, dans l'espoir d'inspirer les jeunes. Jaune Quick-to-See Smith est incluse dans le deuxième volume, Drawn to Art comics.
En 2022 elle figure parmi les lauréates du Prix Anonymous Was A Woman.